# Statistiche e record della Virtus Entella
In questa pagina sono contenuti statistiche e record della Virtus Entella, società calcistica italiana con sede nella città di Chiavari.

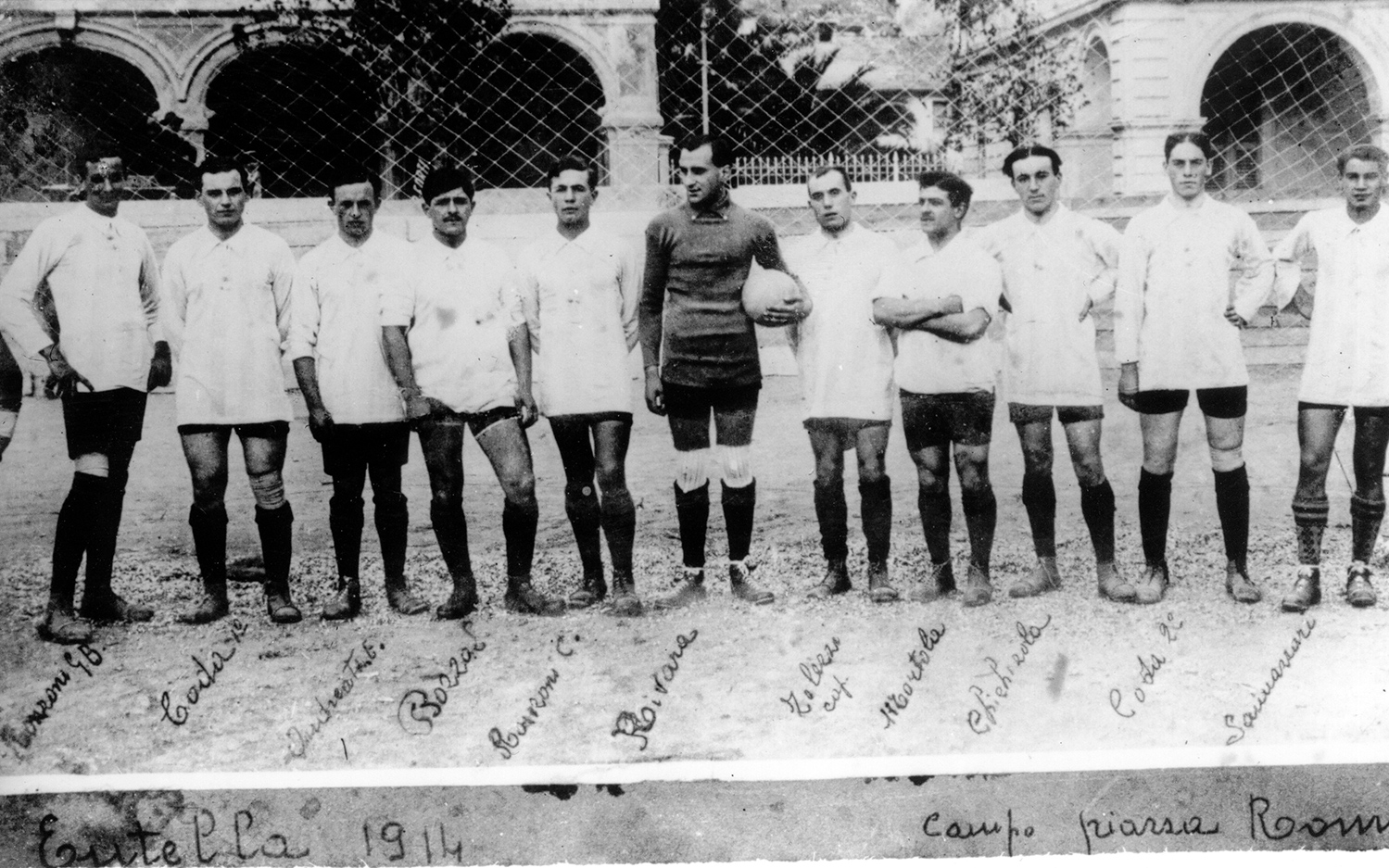
14 marzo 1914: la prima formazione in assoluto dell'Entella.

## Partecipazione ai campionati
La società venne fondata nel 1914 ed affiliata alla Federazione Italiana Giuoco Calcio , esordendo il 12 dicembre 1920 in una competizione ufficiale: il campionato di Promozione ligure. Nelle 105 stagioni sportive seguenti ha disputato 102 campionati, rimanendo inattiva nelle stagioni 1943-1944 e 1944-1945 in cui i campionati non vennero disputati a causa della seconda guerra mondiale e nella stagione 2001-2002 in seguito alla revoca dell'affiliazione alla FIGC.

### Competizioni nazionali
In 70 stagioni sportive a partire dall'esordio in un campionato organizzato su base nazionale avvenuto nella Seconda Divisione 1922-1923, il sodalizio ha preso parte a 7 campionati di secondo livello di cui 6 Serie B e 30 campionati di terzo livello di cui 26 Serie C/Lega Pro Prima Divisione. Ha inoltre preso parte a 23 campionati di quarto livello e 10 di quinto livello, le cui denominazioni e formule si sono evolute nel tempo. Nelle stagioni 1935-1936 e 1959-1960 partecipò alle prime edizioni in assoluto dei campionati di Serie C e Serie D.
| Livello | Categoria                       | Partecipazioni | Debutto   | Ultima stagione | Totale |
| ------- | ------------------------------- | -------------- | --------- | --------------- | ------ |
| 2º      | Seconda Divisione               | 1              | 1922-1923 | 1922-1923       | 7      |
| 2º      | Serie B                         | 6              | 2014-2015 | 2020-2021       | 7      |
| 3º      | Seconda Divisione               | 2              | 1927-1928 | 1928-1929       | 30     |
| 3º      | Prima Divisione                 | 2              | 1933-1934 | 1934-1935       | 30     |
| 3º      | Serie C                         | 24             | 1935-1936 | 2024-2025       | 30     |
| 3º      | Lega Pro Prima Divisione        | 2              | 2012-2013 | 2013-2014       | 30     |
| 4º      | Seconda Divisione               | 1              | 1929-1930 | 1929-1930       | 23     |
| 4º      | Promozione                      | 4              | 1948-1949 | 1951-1952       | 23     |
| 4º      | IV Serie                        | 1              | 1956-1957 | 1956-1957       | 23     |
| 4º      | Campionato Interregionale       | 2              | 1957-1958 | 1958-1959       | 23     |
| 4º      | Serie D                         | 10             | 1959-1960 | 1977-1978       | 23     |
| 4º      | Serie C2                        | 3              | 1985-1986 | 1987-1988       | 23     |
| 4º      | Lega Pro Seconda Divisione      | 2              | 2010-2011 | 2011-2012       | 23     |
| 5º      | Serie D                         | 4              | 1978-1979 | 2009-2010       | 10     |
| 5º      | Campionato Interregionale       | 5              | 1981-1982 | 1988-1989       | 10     |
| 5º      | Campionato Nazionale Dilettanti | 1              | 1997-1998 | 1997-1998       | 10     |

### Competizioni regionali
In complessive 32 stagioni sportive la squadra ha partecipato a campionati organizzati su base regionale, in tutti i casi nel massimo livello ligure ad eccezione della stagione 2002-2003 – la prima dopo la revoca dell'affiliazione alla FIGC – quando prese parte al campionato ligure di secondo livello. Nella stagione 1991-1992 partecipò alla prima edizione in assoluto del campionato di Eccellenza.
| Livello | Categoria         | Partecipazioni | Debutto   | Ultima stagione | Totale |
| ------- | ----------------- | -------------- | --------- | --------------- | ------ |
| 1º      | Promozione        | 10             | 1920-1921 | 1990-1991       | 31     |
| 1º      | Terza Divisione   | 4              | 1923-1924 | 1926-1927       | 31     |
| 1º      | Seconda Divisione | 3              | 1930-1931 | 1932-1933       | 31     |
| 1º      | Prima Divisione   | 1              | 1945-1946 | 1945-1946       | 31     |
| 1º      | Eccellenza        | 13             | 1991-1992 | 2007-2008       | 31     |
| 2º      | Promozione        | 1              | 2002-2003 | 2002-2003       | 1      |

## Partecipazione alle coppe
La società ha preso parte a 10 diverse coppe organizzate dalla FIGC, per un totale di 62 edizioni. L'esordio in una competizione ufficiale differente dal campionato avvenne nella Coppa Italia 1926-1927, la seconda edizione in assoluto del torneo.

### Competizioni nazionali
Il sodalizio ha disputato 48 edizioni di coppe nazionali, incluse 18 edizioni di Coppa Italia, 12 di Coppa Italia Serie C/Coppa Italia Lega Pro e 3 di Supercoppa di Serie C/Supercoppa di Lega di Prima Divisione. Rispettivamente nel 1943 e nel 1957 prese parte alle uniche edizioni disputatesi di Coppa Aldo Fiorini e Coppa Ottorino Mattei.
| Competizione                          | Partecipazioni | Debutto   | Ultima stagione | Totale |
| ------------------------------------- | -------------- | --------- | --------------- | ------ |
| Coppa Italia                          | 18             | 1926-1927 | 2023-2024       | 18     |
| Coppa Aldo Fiorini                    | 1              | 1943      | 1943            | 13     |
| Coppa Italia Serie C                  | 8              | 1985-1986 | 2024-2025       | 13     |
| Coppa Italia Lega Pro                 | 4              | 2010-2011 | 2013-2014       | 13     |
| Supercoppa di Lega di Prima Divisione | 1              | 2014      | 2014            | 3      |
| Supercoppa di Serie C                 | 2              | 2019      | 2025            | 3      |
| Coppa Ottorino Mattei                 | 1              | 1957-1958 | 1957-1958       | 4      |
| Coppa Italia Serie D                  | 3              | 1999-2000 | 2009-2010       | 4      |
| Coppa Italia Dilettanti               | 10             | 1979-1980 | 2000-2001       | 10     |

### Competizioni regionali
La squadra ha partecipato a 14 edizioni della fase ligure della Coppa Italia Dilettanti.
| Competizione                           | Partecipazioni | Debutto   | Ultima stagione | Totale |
| -------------------------------------- | -------------- | --------- | --------------- | ------ |
| Coppa Italia Dilettanti (fase Liguria) | 14             | 1991-1992 | 2007-2008       | 14     |

## Statistiche di squadra

### Bilancio incontri

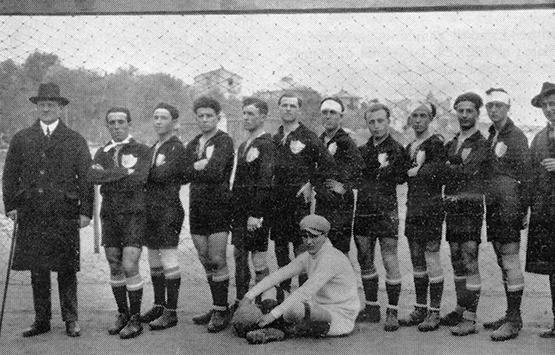
L'esordio nei campionati nazionali avvenne nella stagione 1922-1923.

Al termine della stagione 2024-2025 la squadra ha disputato 3 377 partite ufficiali in competizioni sotto l'egida della Federazione Italiana Giuoco Calcio, comprendendo spareggi, play-off e play-out. Il bilancio complessivo è di 1 301 vittorie, 1 039 pareggi, 1 036 sconfitte ed 1 risultato ignoto. Le reti segnate sono 4 159 e quelle subite 3 470.

#### Nei campionati
In campionato la compagine ha disputato 3 163 partite, il 73% delle quali in campionati nazionali. Tra questi, 1 035 incontri si sono tenuti in Serie C (includendo nel conteggio gli incontri disputati in Lega Pro Prima Divisione, Lega Pro Seconda Divisione e Serie C2) e 900 in Serie D e altri campionati del più basso livello nazionale. Il bilancio degli incontri – ottenuto sottraendo le sconfitte dalle vittorie –  è negativo con riguardo alla Serie B e positivo con riguardo alla Serie C e Serie D.
| Competizione                                                                          | Edizioni | Partite | Partite  | Partite | Partite   | Gol     | Gol     |
| Competizione                                                                          | Edizioni | Giocate | Vittorie | Pareggi | Sconfitte | Fatti   | Subiti  |
| ------------------------------------------------------------------------------------- | -------- | ------- | -------- | ------- | --------- | ------- | ------- |
| Serie B                                                                               | 6        | 244+4   | 66+0     | 82+4    | 96+0      | 259+3   | 311+3   |
| Serie C/Lega Pro Prima Divisione                                                      | 26       | 848+11  | 310+2    | 261+3   | 277+6     | 992+14  | 933+18  |
| Serie C2/Lega Pro Seconda Divisione                                                   | 5        | 172+4   | 57+1     | 66+2    | 49+1      | 175+8   | 142+10  |
| Promozione/IV Serie/Campionato Interregionale/Serie D/Campionato Nazionale Dilettanti | 27       | 898+2   | 338+1    | 295+0   | 265+1     | 1025+3  | 830+2   |
| Seconda Divisione 1922-1923 (II livello nazionale)                                    | 1        | 14+2    | 4+0      | 3+1     | 7+1       | 8+1     | 15+2    |
| Seconda Divisione/Prima Divisione 1927-1935 (III livello nazionale)                   | 4        | 96      | 41       | 19      | 36        | 161     | 136     |
| Seconda Divisione 1929-1930 (IV livello nazionale)                                    | 1        | 20      | 10       | 4       | 6         | 38      | 23      |
| Totale competizioni nazionali                                                         | 70       | 2292+23 | 826+4    | 730+10  | 736+9     | 2658+29 | 2390+35 |
| Prima Divisione/Promozione/Eccellenza (I livello regionale)                           | 22       | 668+6   | 288+1    | 215+2   | 164+3     | 868+8   | 585+10  |
| Promozione (II livello regionale)                                                     | 1        | 30+1    | 18+0     | 8+1     | 4+0       | 53+0    | 14+0    |
| Promozione/Terza Divisione/Seconda Divisione 1920-1933 (I livello regionale)          | 9        | 137+6   | 74+5     | 22+0    | 41+1      | 237+13  | 165+6   |
| Totale competizioni regionali                                                         | 32       | 835+13  | 380+6    | 245+3   | 209+4     | 1158+21 | 764+16  |
| Totale campionato                                                                     | 102      | 3127+36 | 1206+10  | 975+13  | 945+13    | 3816+50 | 3154+51 |

I dati relativi alle partite di spareggio, play-off e play-out sono indicati dopo il segno "+"

#### Nelle coppe
Nelle coppe la squadra ha disputato 214 incontri, il 64% dei quali in coppe nazionali. Tra queste, 35 partite si sono tenute in Coppa Italia e 46 partite in Coppa Italia Serie C/Coppa Italia Lega Pro. Il bilancio degli incontri è negativo o neutro in tutte le coppe nazionali.
| Competizione                                  | Edizioni | Partite | Partite  | Partite | Partite   | Gol   | Gol    |
| Competizione                                  | Edizioni | Giocate | Vittorie | Pareggi | Sconfitte | Fatti | Subiti |
| --------------------------------------------- | -------- | ------- | -------- | ------- | --------- | ----- | ------ |
| Coppa Italia                                  | 18       | 35      | 14       | 4       | 17        | 61    | 67     |
| Coppa Italia Serie C/Lega Pro                 | 12       | 46      | 16       | 7       | 23        | 46    | 60     |
| Supercoppa di Lega di Prima Divisione/Serie C | 3        | 6       | 1        | 4       | 1         | 6     | 7      |
| Coppa Italia Serie D                          | 3        | 5       | 1        | 1       | 3         | 6     | 8      |
| Coppa Italia Dilettanti                       | 10       | 42      | 13       | 16      | 13        | 43    | 43     |
| Coppa Aldo Fiorini                            | 1        | 2       | 0        | 0       | 2         | 1     | 4      |
| Coppa Ottorino Mattei                         | 1        | 1       | 0        | 0       | 1         | 0     | 1      |
| Totale competizioni nazionali                 | 48       | 137     | 45       | 32      | 60        | 163   | 190    |
| Coppa Italia Dilettanti (fase Liguria)        | 14       | 77      | 40       | 19      | 18        | 130   | 75     |
| Totale coppe                                  | 62       | 214     | 85       | 51      | 78        | 293   | 265    |

### Primati e piazzamenti nei campionati

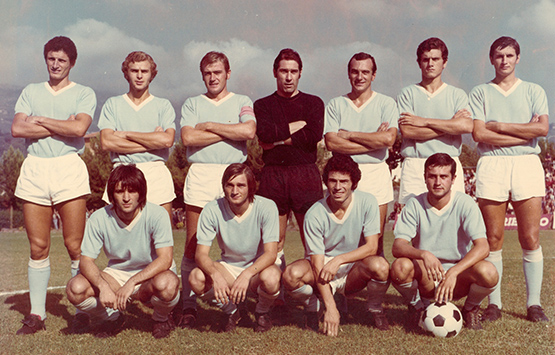
La squadra della stagione 1971-1972 vinse solo il 5% degli incontri.

Il campionato concluso realizzando il maggior numero di punti (83) fu la Serie C 2024-2025, in cui si verificò anche il record di vittorie (23) alla pari con la Serie C 2022-2023 e l'Eccellenza Liguria 2006-2007, stagione quest'ultima che fece inoltre registrare il primato di reti realizzate (65). La miglior media punti (2,23 a partita) fu invece quella della vittoriosa Eccellenza Liguria 2007-2008. Applicando un ricalcolo alla media punti considerando 3 punti per vittoria, quella della Promozione Liguria 1921-1922 fu tuttavia superiore (2,54 punti a partita): si trattò inoltre dell'unica stagione conclusa dalla squadra senza subire sconfitte e di quella con meno goal subiti – sia in assoluto (5) sia in media (0,38 goal subiti a partita) – nonché con la più alta media di vittorie (77% degli incontri disputati). La miglior media di reti segnate (2,10 a partita) risale alla vittoriosa Seconda Divisione Liguria 1932-1933. La stagione con il minor numero di punti ottenuti (6) fu la Terza Divisione Liguria 1925-1926 – conclusa con una retrocessione i cui effetti vennero poi annullati dalla carta di Viareggio – nella quale la squadra totalizzò anche il più basso numero di vittorie (2) alla pari con la Seconda Divisione 1927-1928, la Serie C 1971-1972 ed il Campionato Interregionale 1988-1989, tutti e tre terminati con la retrocessione anche se nel primo caso intercorse un successivo ripescaggio. Tra questi, fu la Serie C 1971-1972 quello con la media di vittorie inferiore (5% degli incontri disputati), mentre il maggior numero di sconfitte (23), si verificò in Serie B 2020-2021. La più alta media di sconfitte (72% degli incontri disputati) e la minor media di punti realizzati (0,39 a partita, 0,50 se ricalcolata considerando 3 punti per vittoria) risalgono invece alla già citata Seconda Divisione 1927-1928, nella quale si verificò anche la più alta media di goal subiti (2,44 a partita). Il maggior numero di reti subite in assoluto (66) si verificò nella Serie C 1941-1942, mentre la Seconda Divisione 1922-1923 – terminata con la retrocessione –  fu la stagione con il minor numero di reti realizzate (8, corrispondenti a 0,57 a partita). Con riguardo ai pareggi, l'unica stagione che non ne fece registrare fu quella d'esordio – la Promozione Liguria 1920-1921 – mentre il campionato che ne vide di più fu la Promozione Liguria 1989-1990 (19, pari al 59% degli incontri disputati).
Su 102 stagioni disputate, la squadra ha vinto il girone od il campionato in cui era inserita in 12 occasioni (3 volte in Serie C/Lega Pro Prima Divisione, 4 volte in Serie D/Campionato Interregionale, 5 volte nei campionati regionali), ottenendo complessivamente 12 promozioni alla serie superiore (3 volte in Serie B, 2 volte in Serie C, 1 volta in Serie C2, 4 volte in Serie D/Campionato Nazionale Dilettanti/IV Serie, 1 volta in Prima Divisione ed 1 volta in Eccellenza). Le retrocessioni patite sono invece state complessivamente 14 (2 dalla Serie B, 5 dalla Serie C, 4 dalla Serie D/Campionato Interregionale/Campionato Nazionale Dilettanti, 2 da campionati nazionali antecedenti il 1935 ed 1 in ambito regionale). In più di una occasione sono intervenuti dei ripescaggi che hanno comportato l'annullamento degli effetti di una retrocessione oppure l'ammissione ad una serie superiore senza aver conquistato la promozione alla stessa.

#### A livello nazionale

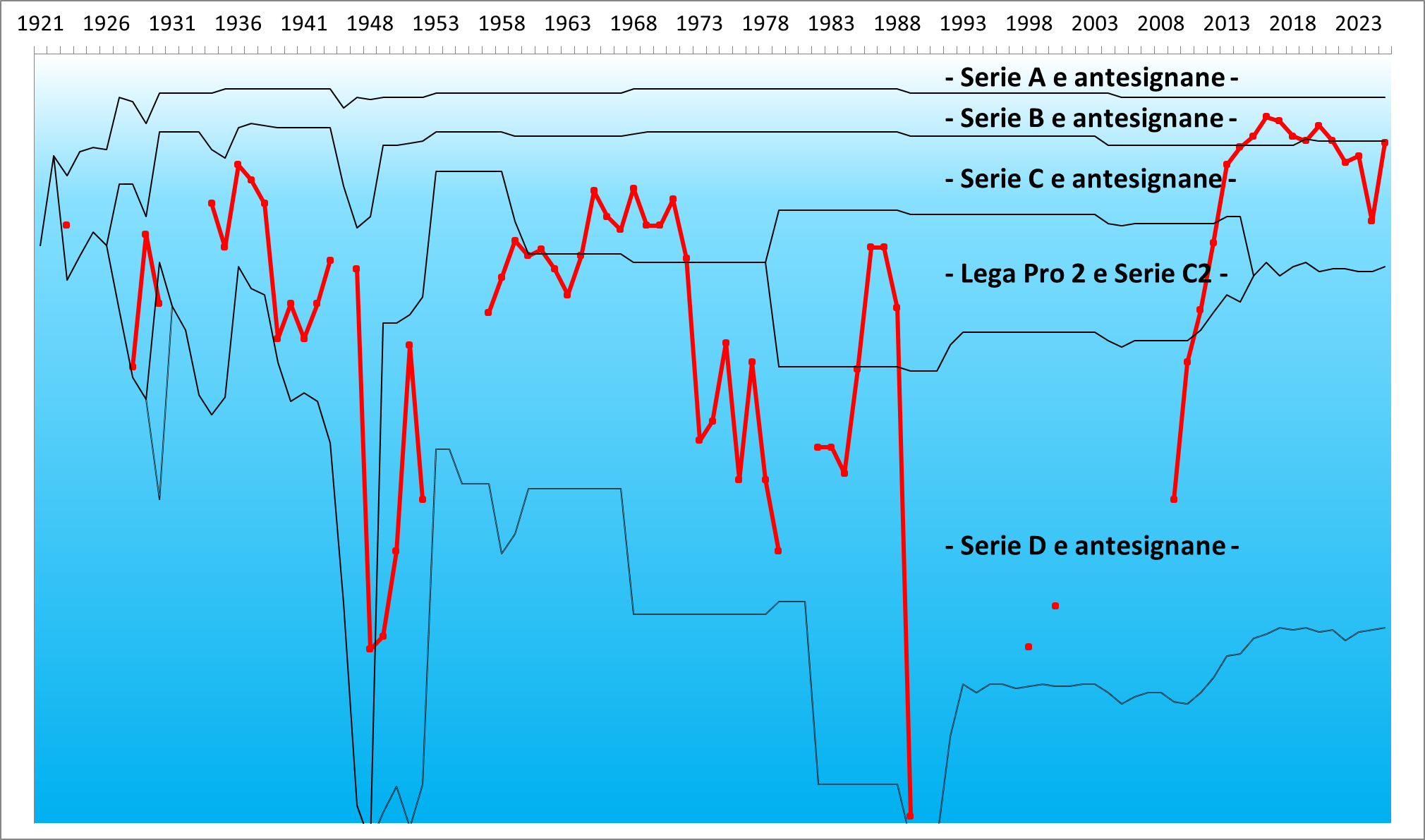
Piazzamenti nei campionati nazionali dalla stagione 1920-1921.

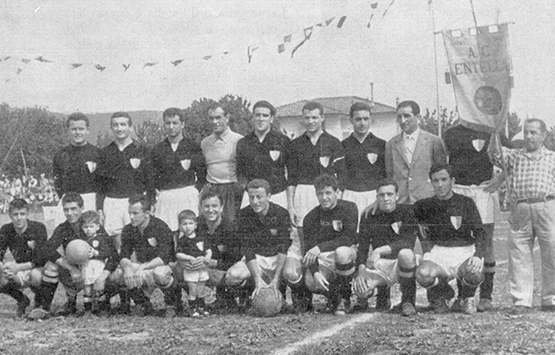
1959-1960: miglior media vittorie in un campionato nazionale.

Nei campionati nazionali la Serie C 2024-2025 fece registrare il record di punti (83, anche miglior media) e vittorie (24, alla pari con la Serie C 2022-2023), oltre al minor numero di sconfitte (1, anche miglior media). Alla Serie D 1959-1960 risalgono la miglior media di partite vinte ed il maggior numero di goal fatti (64), categoria quest'ultima in cui la miglior media è relativa alla Seconda Divisione 1928-1929. Il campionato con meno reti subite (14, anche miglior media) fu invece il Campionato Interregionale 1981-1982. Le tre stagioni con il minor numero di vittorie (2) sono la Seconda Divisione 1927-1928, la Serie C 1971-1972 ed il Campionato Interregionale 1988-1989, tutte e tre terminate con la retrocessione. Nel primo caso intervenne successivamente un ripescaggio, a fronte di una stagione che fece registrare anche il minor numero di punti ottenuti (7, anche peggior media) e le più alte medie di sconfitte e goal subiti, parametro quest'ultimo in cui il dato più alto in assoluto (66) riguarda la Serie C 1941-1942. Nella stagione 1971-1972 si verificò invece la più bassa media di vittorie, mentre il maggior numero di sconfitte (23) avvenne nella Serie B 2020-2021. Il minor numero di goal realizzati (8, anche peggior media) risale alla Seconda Divisione 1922-1923, anch'essa terminata con la retrocessione. Relativamente ai pareggi la Serie C2 1985-1986 ne fece registrare il maggior numero (18, anche maggior media), mentre il minor numero (3) è a pari merito tra la Seconda Divisione 1922-1923, la Seconda Divisione 1927-1928 e la Serie C 1936-1937, con quest'ultima che ne detiene la più bassa media.
Su 70 stagioni complessive, la squadra ha per 7 volte ottenuto la vittoria del girone in cui era inserita (3 volte in Serie C/Lega Pro Prima Divisione, 4 volte in Serie D/Campionato Interregionale), risultando promossa alla categoria superiore in 6 di queste occasioni (3 volte in Serie B, 2 volte in Serie C, 1 volta in Serie C2). Le retrocessioni patite sono invece state complessivamente 13 (2 dalla Serie B, 5 dalla Serie C, 4 dalla Serie D/Campionato Interregionale/Campionato Nazionale Dilettanti, 2 da campionati antecedenti il 1935).
Limitatamente alla Serie B, la stagione 2015-2016 fu quella con il maggior numero di punti realizzati (sia in assoluto sia in media), il maggior numero di vittorie (assoluto e media), il minor numero di sconfitte (assoluto e media) e il minor numero di goal subiti (assoluto e media). La Serie B 2016-2017 fu invece quella con il maggior numero di reti segnate (assoluto e media). La stagione con meno punti (assoluto e media) fu la Serie B 2020-2021, che terminò con la retrocessione e fece registrare anche il maggior numero di sconfitte (assoluto e media), il minor numero di vittorie e di pareggi (assoluto e media), il minor numero di goal realizzati (assoluto e media) ed il maggior numero di goal subiti (assoluto e media). Appannaggio della stagione 2014-2015 fu invece il maggior numero di pareggi (assoluto e media). Su 6 partecipazioni il miglior piazzamento della squadra fu il nono posto nella Serie B 2015-2016, l'unica stagione conclusa tra le prime dieci in classifica. Le retrocessioni patite furono 2, al termine delle stagioni 2017-2018 e 2020-2021.
| Stagione  | Pos | G  | V  | N  | P  | GF | GS | Pt | MPt  |
| --------- | --- | -- | -- | -- | -- | -- | -- | -- | ---- |
| 2014-2015 | 18ª | 42 | 10 | 17 | 15 | 37 | 52 | 47 | 1,12 |
| 2015-2016 | 9ª  | 42 | 17 | 13 | 12 | 51 | 40 | 64 | 1,52 |
| 2016-2017 | 11ª | 42 | 13 | 15 | 14 | 54 | 51 | 54 | 1,29 |
| 2017-2018 | 18ª | 42 | 10 | 14 | 18 | 41 | 54 | 44 | 1,05 |
| 2019-2020 | 13ª | 38 | 12 | 12 | 14 | 46 | 50 | 48 | 1,26 |
| 2020-2021 | 20ª | 38 | 4  | 11 | 23 | 30 | 64 | 23 | 0,61 |

Pos = Posizione di classifica; G = Partite giocate; V = Partite vinte; N = Partite pareggiate; P = Partite perse; GF = Gol fatti; GS = Gol subiti; Pt = Punti; MPt= Media punti
|                | Play-out Serie B 2014-2015 |                | Città e data             |  |
| -------------- | -------------------------- | -------------- | ------------------------ |  |
| Virtus Entella | 2 - 2                      | Modena         | Chiavari, 30 maggio 2015 |  |
| Modena         | 1 - 1                      | Virtus Entella | Modena, 6 giugno 2015    |  |
|                |                            |                |                          |  |

Verdetto: Virtus Entella reintegrata in Serie B
|                | Play-out Serie B 2017-2018 |                | Città e data                  |  |
| -------------- | -------------------------- | -------------- | ----------------------------- |  |
| Virtus Entella | 0 - 0                      | Ascoli         | Chiavari, 24 maggio 2018      |  |
| Ascoli         | 0 - 0                      | Virtus Entella | Ascoli Piceno, 31 maggio 2018 |  |
|                |                            |                |                               |  |

Verdetto: Virtus Entella retrocessa in Serie C
Tra le stagioni disputate in Serie C/Lega Pro Prima Divisione, la vittoriosa Serie C 2024-2025 fu quella con il maggior numero di punti realizzati (sia in assoluto sia in media), il maggior numero di vittorie (alla pari con la Serie C 2022-2023 sia in assoluto sia in media), il minor numero di sconfitte (assoluto e media) e la più bassa media di goal subiti. La Serie C 1946-1947 fu quella con più goal fatti in assoluto, la Serie C 1942-1943 quella con la più alta media di goal realizzati, mentre alla Serie C 1940-1941 – in cui la squadra si ritirò durante il girone di ritorno e vennero ritenute valide solamente le partite del girone d'andata –  risalgono i primati di minor numero di punti realizzati in assoluto e minor numero di goal fatti e subiti. La Serie C 1971-1972, terminata con la retrocessione, vide la peggior media punti, la più bassa media di goal realizzati, il minor numero di vittorie (assoluto e media) ed il maggior numero di sconfitte e di pareggi in assoluto, al riguardo di quest'ultimo dato alla pari con la Serie C 1968-1969. Il campionato con la più alta media di sconfitte fu la Serie C 1938-1939, mentre quello con più goal subiti (assoluto e media) fu la Serie C 1941-1942. La stagione con la più alta media di incontri pareggiati fu la Serie C 1966-1967, mentre quella con meno pareggi (assoluto e media) fu la Serie C 1936-1937. In 25 partecipazioni la squadra ha vinto per 3 volte il proprio girone (Prima Divisione 2013-2014, Serie C 2018-2019, Serie C 2024-2025) ed è giunta 1 volta al secondo posto (Serie C 1946-1947). In corrispondenza delle 3 vittorie sono avvenute le 3 promozioni in Serie B, mentre sono state 5 le retrocessioni patite nelle stagioni 1938-1939, 1940-1941, 1947-1948, 1960-1961 e 1971-1972.
| Stagione  | Pos                   | G  | V  | N  | P  | GF | GS | Pt | MPt  | MptR |
| --------- | --------------------- | -- | -- | -- | -- | -- | -- | -- | ---- | ---- |
| 1935-1936 | 5ª (girone C)         | 28 | 10 | 12 | 6  | 33 | 24 | 32 | 1,14 | 1,50 |
| 1936-1937 | 6ª (girone C)         | 30 | 15 | 3  | 12 | 47 | 41 | 33 | 1,10 | 1,60 |
| 1937-1938 | 8ª (girone C)         | 30 | 11 | 8  | 11 | 45 | 46 | 30 | 1,00 | 1,37 |
| 1938-1939 | 13ª (girone D)        | 24 | 5  | 6  | 13 | 31 | 46 | 16 | 0,67 | 0,88 |
| 1939-1940 | 11ª (girone D)        | 28 | 7  | 10 | 11 | 32 | 36 | 24 | 0,86 | 1,11 |
| 1940-1941 | 13ª (girone D)        | 13 | 3  | 5  | 5  | 14 | 20 | 11 | 0,85 | 1,08 |
| 1941-1942 | 11ª (girone D)        | 30 | 9  | 5  | 16 | 40 | 66 | 23 | 0,77 | 1,07 |
| 1942-1943 | 6ª (girone F)         | 20 | 9  | 4  | 7  | 38 | 36 | 22 | 1,10 | 1,55 |
| 1946-1947 | 2ª (girone A)         | 38 | 20 | 10 | 8  | 63 | 29 | 50 | 1,32 | 1,84 |
| 1947-1948 | 12ª (girone B)        | 30 | 8  | 11 | 11 | 37 | 49 | 27 | 0,90 | 1,17 |
| 1960-1961 | 18ª (girone A)        | 34 | 8  | 12 | 14 | 32 | 38 | 28 | 0,82 | 1,06 |
| 1964-1965 | 9ª (girone A)         | 34 | 11 | 12 | 11 | 31 | 30 | 34 | 1,00 | 1,32 |
| 1965-1966 | 13ª (girone A)        | 34 | 10 | 10 | 14 | 21 | 41 | 30 | 0,88 | 1,18 |
| 1966-1967 | 15ª (girone A)        | 34 | 7  | 15 | 12 | 22 | 30 | 29 | 0,85 | 1,06 |
| 1967-1968 | 9ª (girone A)         | 38 | 15 | 7  | 16 | 31 | 37 | 37 | 0,97 | 1,37 |
| 1968-1969 | 15ª (girone B)        | 38 | 10 | 16 | 12 | 27 | 32 | 36 | 0,95 | 1,21 |
| 1969-1970 | 15ª (girone B)        | 38 | 12 | 10 | 16 | 29 | 34 | 34 | 0,89 | 1,21 |
| 1970-1971 | 11ª (girone B)        | 38 | 12 | 12 | 14 | 32 | 30 | 36 | 0,95 | 1,26 |
| 1971-1972 | 20ª (girone B)        | 38 | 2  | 16 | 20 | 23 | 52 | 20 | 0,53 | 0,58 |
| 2012-2013 | 5ª (girone A)         | 32 | 12 | 14 | 6  | 48 | 36 | 50 | 1,56 | 1,56 |
| 2013-2014 | Vincitrice (girone A) | 30 | 16 | 10 | 4  | 42 | 24 | 58 | 1,93 | 1,93 |
| 2018-2019 | Vincitrice (girone A) | 37 | 22 | 9  | 6  | 58 | 26 | 75 | 2,03 | 2,03 |
| 2021-2022 | 4ª (girone B)         | 38 | 19 | 8  | 11 | 62 | 40 | 65 | 1,71 | 1,71 |
| 2022-2023 | 3ª (girone B)         | 38 | 23 | 10 | 5  | 60 | 31 | 79 | 2,08 | 2,08 |
| 2023-2024 | 13ª (girone B)        | 38 | 11 | 12 | 15 | 33 | 35 | 45 | 1,18 | 1,18 |
| 2024-2025 | Vincitrice (girone B) | 38 | 23 | 14 | 1  | 61 | 24 | 83 | 2,18 | 2,18 |

Pos = Posizione di classifica; G = Partite giocate; V = Partite vinte; N = Partite pareggiate; P = Partite perse; GF = Gol fatti; GS = Gol subiti; Pt = Punti; MPt= Media punti; MPtR= Media punti ricalcolata
|                | Semifinale play-off Lega Pro Prima Divisione 2012-2013 (girone A) |                | Città e data             |  |
| -------------- | ----------------------------------------------------------------- | -------------- | ------------------------ |  |
| Virtus Entella | 1 - 1                                                             | Lecce          | Chiavari, 26 maggio 2013 |  |
| Lecce          | 2 - 1                                                             | Virtus Entella | Lecce, 2 giugno 2013     |  |
|                |                                                                   |                |                          |  |

Verdetto: Virtus Entella non ammessa in finale play-off (girone A)
|                | Secondo turno play-off Serie C 2021-2022 (girone B) |       | Città e data            |  |
| -------------- | --------------------------------------------------- | ----- | ----------------------- |  |
| Virtus Entella | 1 - 1                                               | Olbia | Chiavari, 4 maggio 2022 |  |
|                |                                                     |       |                         |  |

|                | Primo turno play-off Serie C 2021-2022 (fase nazionale) |                | Città e data             |  |
| -------------- | ------------------------------------------------------- | -------------- | ------------------------ |  |
| Foggia         | 1 - 0                                                   | Virtus Entella | Foggia, 8 maggio 2022    |  |
| Virtus Entella | 2 - 1                                                   | Foggia         | Chiavari, 12 maggio 2022 |  |
|                |                                                         |                |                          |  |

|                | Secondo turno play-off Serie C 2021-2022 (fase nazionale) |                | Città e data             |  |
| -------------- | --------------------------------------------------------- | -------------- | ------------------------ |  |
| Virtus Entella | 1 - 2                                                     | Palermo        | Chiavari, 17 maggio 2022 |  |
| Palermo        | 2 - 2                                                     | Virtus Entella | Palermo, 21 maggio 2022  |  |
|                |                                                           |                |                          |  |

Verdetto: Virtus Entella non ammessa in semifinale play-off (fase nazionale)
|                | Primo turno play-off Serie C 2022-2023 (fase nazionale) |                | Città e data             |  |
| -------------- | ------------------------------------------------------- | -------------- | ------------------------ |  |
| Gubbio         | 2 - 0                                                   | Virtus Entella | Gubbio, 18 maggio 2023   |  |
| Virtus Entella | 3 - 1                                                   | Gubbio         | Chiavari, 22 maggio 2023 |  |
|                |                                                         |                |                          |  |

|                | Secondo turno play-off Serie C 2022-2023 (fase nazionale) |                | Città e data             |  |
| -------------- | --------------------------------------------------------- | -------------- | ------------------------ |  |
| Pescara        | 2 - 1                                                     | Virtus Entella | Pescara, 27 maggio 2023  |  |
| Virtus Entella | 2 - 3                                                     | Pescara        | Chiavari, 31 maggio 2023 |  |
|                |                                                           |                |                          |  |

Verdetto: Virtus Entella non ammessa in semifinale play-off (fase nazionale)
Nei campionati di quarto livello professionistico il maggior numero di punti realizzati (sia in assoluto sia in media) risale alla stagione 2011-2012, che vide anche il maggior numero di vittorie (assoluto e media), di reti realizzate (assoluto e media), la minor media di pareggi ma anche il maggior numero di goal subiti in assoluto. La stagione con meno sconfitte (assoluto e media) fu invece la Serie C2 1985-1986, che fece anche registrare il maggior numero di pareggi (assoluto e media) ed il minor numero di goal subiti (assoluto e media), quest'ultimo dato alla pari con la Serie C2 1987-1988. La stagione 1987-1988 fu anche quella con il minor numero di reti realizzate (assoluto e media). Contende inoltre la minor media punti alla Lega Pro Seconda Divisione 2010-2011, con la seconda che la eguaglia in termini assoluti essendo gravata da un punto di penalizzazione ma le è inferiore in quanto a media punti ricalcolata assegnando 3 punti per vittoria, oltre ad essere quella con meno vittorie (assoluto e media), più sconfitte (assoluto e media) e più goal subiti (media). La stagione con meno pareggi in assoluto fu la Serie C2 1986-1987. In 5 partecipazioni il miglior risultato nel girone è stato il quinto posto, ottenuto in 3 occasioni: Serie C2 1985-1986, Serie C2 1986-1987 e Lega Pro Seconda Divisione 2011-2012.
| Stagione  | Pos            | G  | V  | N  | P  | GF | GS | Pt | MPt  | MptR |
| --------- | -------------- | -- | -- | -- | -- | -- | -- | -- | ---- | ---- |
| 1985-1986 | 5ª (girone A)  | 34 | 11 | 18 | 5  | 30 | 22 | 40 | 1,18 | 1,50 |
| 1986-1987 | 5ª (girone A)  | 34 | 15 | 9  | 10 | 33 | 26 | 39 | 1,15 | 1,59 |
| 1987-1988 | 12ª (girone A) | 34 | 8  | 15 | 11 | 21 | 22 | 31 | 0,91 | 1,15 |
| 2010-2011 | 14ª (girone A) | 32 | 6  | 14 | 12 | 30 | 35 | 31 | 0,97 | 1,00 |
| 2011-2012 | 5ª (girone A)  | 38 | 17 | 10 | 11 | 61 | 37 | 61 | 1,61 | 1,61 |

Pos = Posizione di classifica; G = Partite giocate; V = Partite vinte; N = Partite pareggiate; P = Partite perse; GF = Gol fatti; GS = Gol subiti; Pt = Punti; MPt= Media punti; MPtR= Media punti ricalcolata
|                | Semifinale play-off Lega Pro Seconda Divisione 2011-2012 (girone A) |                | Città e data                      |  |
| -------------- | ------------------------------------------------------------------- | -------------- | --------------------------------- |  |
| Virtus Entella | 3 - 2                                                               | Casale         | Chiavari, 20 maggio 2012          |  |
| Casale         | 2 - 2                                                               | Virtus Entella | Casale Monferrato, 27 maggio 2012 |  |
|                |                                                                     |                |                                   |  |

|                | Finale play-off Lega Pro Seconda Divisione 2011-2012 (girone A) |                | Città e data            |  |
| -------------- | --------------------------------------------------------------- | -------------- | ----------------------- |  |
| Virtus Entella | 1 - 1                                                           | Cuneo          | Chiavari, 3 giugno 2012 |  |
| Cuneo          | 5 - 2                                                           | Virtus Entella | Cuneo, 10 giugno 2012   |  |
|                |                                                                 |                |                         |  |

Verdetto: Virtus Entella non promossa in Lega Pro Prima Divisione

Al più basso livello nazionale, la Serie D 1959-1960 conclusasi con la promozione fece registrare il maggior numero di vittorie (sia in assoluto sia in media), il minor numero di sconfitte (assoluto e media), il maggior numero di goal realizzati (assoluto e media) e la miglior media punti ricalcolata considerando 3 punti per vittoria. La stagione con più vittorie in assoluto fu invece la Serie D 2009-2010, mentre quella con il minor numero di reti subite (assoluto e media) fu la 1981-1982. Il Campionato Interregionale 1988-1989 conclusosi con la retrocessione fu quello con il minor numero di punti realizzati (assoluto e media), il minor numero di vittorie (assoluto e media), il maggior numero di sconfitte (assoluto e media) ed il maggior numero di goal subiti (assoluto e media). Spetta alla Serie D 1999-2000 – anch'essa terminata con la retrocessione – il primato del minor numero di goal realizzati (assoluto e media). Al riguardo degli incontri pareggiati, la Serie D 1974-1975 fu la stagione con il maggior numero degli stessi (assoluto e media), la Promozione 1949-1950 quella che ne fece registrare il numero inferiore (assoluto e media). Su 27 partecipazioni la squadra ha vinto il proprio girone in 4 occasioni, giungendo altrettante volte seconda. Le promozioni conquistate sono state in totale 3 mentre le retrocessioni patite 4.
| Stagione  | Pos                   | G  | V  | N  | P  | GF | GS | Pt | MPt  | MptR |
| --------- | --------------------- | -- | -- | -- | -- | -- | -- | -- | ---- | ---- |
| 1948-1949 | 12ª (girone A)        | 34 | 8  | 15 | 11 | 38 | 46 | 31 | 0,91 | 1,15 |
| 1949-1950 | 9ª (girone F)         | 32 | 13 | 6  | 13 | 47 | 43 | 32 | 1,00 | 1,41 |
| 1950-1951 | 2ª (girone F)         | 34 | 17 | 11 | 6  | 56 | 26 | 45 | 1,32 | 1,82 |
| 1951-1952 | 8ª (girone F)         | 34 | 15 | 7  | 12 | 58 | 47 | 37 | 1,09 | 1,53 |
| 1956-1957 | 9ª (girone A)         | 34 | 14 | 8  | 12 | 48 | 45 | 36 | 1,06 | 1,47 |
| 1957-1958 | Vincitrice (girone A) | 30 | 16 | 9  | 5  | 45 | 20 | 41 | 1,37 | 1,90 |
| 1958-1959 | 2ª (girone A)         | 34 | 17 | 10 | 7  | 52 | 33 | 44 | 1,29 | 1,79 |
| 1959-1960 | Vincitrice (girone A) | 34 | 21 | 10 | 3  | 64 | 23 | 52 | 1,53 | 2,15 |
| 1961-1962 | 2ª (girone A)         | 34 | 18 | 10 | 6  | 47 | 23 | 46 | 1,35 | 1,88 |
| 1962-1963 | 4ª (girone A)         | 34 | 14 | 9  | 11 | 47 | 34 | 37 | 1,09 | 1,50 |
| 1963-1964 | Vincitrice (girone A) | 34 | 18 | 9  | 7  | 40 | 22 | 45 | 1,32 | 1,85 |
| 1972-1973 | 10ª (girone E)        | 34 | 11 | 10 | 13 | 39 | 40 | 32 | 0,94 | 1,26 |
| 1973-1974 | 9ª (girone A)         | 34 | 11 | 9  | 14 | 24 | 26 | 31 | 0,91 | 1,24 |
| 1974-1975 | 5ª (girone A)         | 34 | 9  | 17 | 8  | 27 | 29 | 35 | 1,03 | 1,29 |
| 1975-1976 | 12ª (girone A)        | 34 | 12 | 7  | 15 | 29 | 35 | 31 | 0,91 | 1,26 |
| 1976-1977 | 6ª (girone A)         | 34 | 11 | 15 | 8  | 33 | 25 | 37 | 1,09 | 1,41 |
| 1977-1978 | 12ª (girone A)        | 34 | 8  | 14 | 12 | 26 | 31 | 30 | 0,88 | 1,12 |
| 1978-1979 | 15ª (girone A)        | 34 | 9  | 14 | 11 | 22 | 32 | 32 | 0,94 | 1,21 |
| 1981-1982 | 4ª (girone E)         | 30 | 10 | 14 | 6  | 24 | 14 | 34 | 1,13 | 1,47 |
| 1982-1983 | 4ª (girone E)         | 30 | 10 | 13 | 7  | 25 | 20 | 33 | 1,10 | 1,43 |
| 1983-1984 | 5ª (girone E)         | 30 | 10 | 11 | 9  | 29 | 26 | 31 | 1,03 | 1,37 |
| 1984-1985 | Vincitrice (girone E) | 30 | 16 | 10 | 4  | 38 | 17 | 42 | 1,40 | 1,93 |
| 1988-1989 | 18ª (girone A)        | 34 | 2  | 12 | 20 | 23 | 54 | 16 | 0,47 | 0,53 |
| 1997-1998 | 17ª (girone E)        | 34 | 7  | 11 | 16 | 24 | 34 | 32 | 0,94 | 0,94 |
| 1999-2000 | 15ª (girone A)        | 34 | 10 | 10 | 14 | 21 | 31 | 40 | 1,18 | 1,18 |
| 2008-2009 | 9ª (girone A)         | 36 | 12 | 14 | 10 | 44 | 34 | 50 | 1,39 | 1,39 |
| 2009-2010 | 2ª (girone A)         | 34 | 19 | 10 | 5  | 55 | 20 | 67 | 1,97 | 1,97 |

Pos = Posizione di classifica; G = Partite giocate; V = Partite vinte; N = Partite pareggiate; P = Partite perse; GF = Gol fatti; GS = Gol subiti; Pt = Punti; MPt= Media punti; MPtR= Media punti ricalcolata
|                | Semifinale play-off Serie D 2009-2010 (girone A) |           | Città e data             |  |
| -------------- | ------------------------------------------------ | --------- | ------------------------ |  |
| Virtus Entella | 3 - 1                                            | Sarzanese | Chiavari, 23 maggio 2010 |  |
|                |                                                  |           |                          |  |

|                | Finale play-off Serie D 2009-2010 (girone A) |        | Città e data             |  |
| -------------- | -------------------------------------------- | ------ | ------------------------ |  |
| Virtus Entella | 0 - 1 d.t.s                                  | Casale | Chiavari, 30 maggio 2010 |  |
|                |                                              |        |                          |  |

Verdetto: Virtus Entella non ammessa ai play-off nazionali

Nei campionati nazionali antecedenti la nascita della Serie C (1935), il sodalizio realizzò nella Seconda Divisione 1928-1929 la maggior media punti, la maggior media di vittorie e di pareggi, il minor numero di sconfitte (sia in assoluto sia in media) e la maggior media di goal fatti. Risalgono invece alla Prima Divisione 1933-1934 il maggior numero di punti, vittorie, pareggi e goal fatti in assoluto. La minor media di goal subiti fu quella della Prima Divisione 1934-1935, mentre il minor numero di goal subiti in assoluto è relativo alla Seconda Divisione 1922-1923, pur terminata con una retrocessione facendo registrare anche il minor numero di goal fatti (assoluto e media) ed il minor numero di pareggi (assoluto). Lo stesso ammontare di pareggi si registrò anche nella Seconda Divisione 1927-1928, che ne ebbe anche la più bassa media, oltre che il minor numero di punti (assoluto e media), il minor numero di vittorie (assoluto e media), il maggior numero di sconfitte (assoluto e media) ed il maggior numero di goal subiti (assoluto e media) e terminò con la retrocessione, pur venendone annullati gli effetti da un successivo ripescaggio. Su 6 stagioni disputate il miglior risultato nel proprio girone fu un secondo posto. La squadra inoltre retrocedette per un totale di 2 volte.
| Stagione  | Pos           | G  | V | N | P | GF | GS | Pt | MPt  | MptR |
| --------- | ------------- | -- | - | - | - | -- | -- | -- | ---- | ---- |
| 1922-1923 | 6ª (girone A) | 14 | 4 | 3 | 7 | 8  | 15 | 23 | 0,79 | 1,07 |

Pos = Posizione di classifica; G = Partite giocate; V = Partite vinte; N = Partite pareggiate; P = Partite perse; GF = Gol fatti; GS = Gol subiti; Pt = Punti; MPt= Media punti; MPtR= Media punti ricalcolata
|                 | Spareggio interdivisionale Seconda Divisione 1922-1923 (Girone A) |                 | Città e data             |  |
| --------------- | ----------------------------------------------------------------- | --------------- | ------------------------ |  |
| Entella         | 1 - 1                                                             | Veloci Embriaci | Chiavari, 1º luglio 1923 |  |
| Veloci Embriaci | 1 - 0                                                             | Entella         | Genova, 8 luglio 1923    |  |
|                 |                                                                   |                 |                          |  |

Verdetto: Entella retrocessa in Terza Divisione
| Stagione  | Pos            | G  | V  | N | P  | GF | GS | Pt | MPt  | MptR |
| --------- | -------------- | -- | -- | - | -- | -- | -- | -- | ---- | ---- |
| 1927-1928 | 10ª (girone C) | 18 | 2  | 3 | 13 | 22 | 44 | 7  | 0,39 | 0,50 |
| 1928-1929 | 2ª (girone A)  | 22 | 12 | 5 | 5  | 44 | 24 | 29 | 1,32 | 1,86 |
| 1933-1934 | 4ª (girone E)  | 30 | 14 | 6 | 10 | 52 | 42 | 34 | 1,13 | 1,60 |
| 1934-1935 | 6ª (girone D)  | 26 | 13 | 5 | 8  | 43 | 26 | 31 | 1,19 | 1,69 |

Pos = Posizione di classifica; G = Partite giocate; V = Partite vinte; N = Partite pareggiate; P = Partite perse; GF = Gol fatti; GS = Gol subiti; Pt = Punti; MPt= Media punti; MPtR= Media punti ricalcolata
| Stagione  | Pos           | G  | V  | N | P | GF | GS | Pt | MPt  | MptR |
| --------- | ------------- | -- | -- | - | - | -- | -- | -- | ---- | ---- |
| 1929-1930 | 3ª (girone A) | 20 | 10 | 4 | 6 | 38 | 23 | 24 | 1,20 | 1,70 |

Pos = Posizione di classifica; G = Partite giocate; V = Partite vinte; N = Partite pareggiate; P = Partite perse; GF = Gol fatti; GS = Gol subiti; Pt = Punti; MPt= Media punti; MPtR= Media punti ricalcolata

#### A livello regionale

Costanzo Celestini (qui al Napoli nel 1984), allenatore della stagione 2006-2007 con record di punti in un campionato regionale.

Nei campionati in ambito regionale la stagione con più punti (73) in termini assoluti è l'Eccellenza Liguria 2006-2007 che fu anche la stagione con più vittorie (23) e più goal realizzati (65), sempre in termini assoluti. La miglior media punti è invece quella della vittoriosa Eccellenza Liguria 2007-2008, che è però superata dalla media ricalcolata con 3 punti a vittoria della Promozione Liguria 1921-1922, in cui si verificarono anche la maggior media di vittorie, il minor numero di sconfitte (0) sia in assoluto sia in media, ed il minor numero di goal subiti (5), anche in questo caso sia in assoluto sia in media. La vittoriosa Seconda Divisione Liguria 1932-1933 registrò invece la miglior media di reti realizzate. Nella Terza Divisione Liguria 1925-1926, conclusasi con una retrocessione poi annullata dalla carta di Viareggio, la squadra ottenne il minor numero di punti (6) sia assoluti sia in media, il minor numero di vittorie (2) assolute e in media, il maggior numero di sconfitte (in media) ed il minor numero di reti realizzate (9, in assoluto). In queste ultime due categorie i primati di sconfitte in assoluto (15) e del minor numero di reti realizzate in media spettano rispettivamente all'Eccellenza Liguria 1992-1993 ed alla Promozione Liguria 1989-1990, che è inoltre la stagione con più pareggi (19) sia in assoluto sia in media. L'Eccellenza Liguria 2005-2006 fu il campionato con più reti subite (45) in assoluto, mentre quello con la più alta media fu la Seconda Divisione Liguria 1931-1932.
La stagione con meno pareggi (0) sia in assoluto sia in media fu la Promozione 1920-1921. Su 32 stagioni complessive la squadra si è laureata campione regionale in 5 occasioni, ottenendo in totale 5 promozioni ai campionati nazionali. Nell'ambito dei campionati regionali è avvenuta una sola retrocessione, i cui effetti vennero poi annullati.
Relativamente ai campionati regionali successivi al secondo conflitto mondiale, la miglior media punti appartiene alla vittoriosa Eccellenza Liguria 2007-2008, mentre la Promozione Liguria 1955-1956 terminata con la vittoria del girone B registrò la miglior media punti ricalcolata con 3 punti a vittoria e la miglior media di vittorie. Al riguardo di entrambe le categorie, i migliori valori assoluti sono stati ottenuti nell'Eccellenza Liguria 2006-2007, che fu anche la stagione con il maggior numero di reti segnate (sia in assoluto sia in media). La vittoriosa Eccellenza Liguria 1998-1999 fu la stagione con il minor numero di sconfitte (assoluto e media) ed il minor numero di goal subiti alla pari sia in assoluto sia in media con la Promozione 2002-2003. La stagione con meno punti (assoluto e media) fu invece l'Eccellenza Liguria 1992-1993, che fu anche quella con più sconfitte (assoluto e media). La Promozione Liguria 1989-1990 fece registrare il minor numero di vittorie (assoluto e media), il maggior numero di pareggi (assoluto e media) ed il minor numero di reti realizzate (assoluto e media). La stagione con più goal subiti in assoluto è l'Eccellenza Liguria 2005-2006, mentre quella con la peggior media è la Prima Divisione Liguria 1945-1946. Quest'ultima ha anche totalizzato il minor numero di pareggi in assoluto, alla pari con l'Eccellenza Liguria 2006-2007 che si attesta su una media inferiore. Su 23 partecipazioni la squadra si è laureata campione regionale in 4 occasioni, ottenendo in totale 5 promozioni (comprendendo quella avvenuta nel 2002-2003 dal secondo al primo livello regionale).
| Stagione  | Pos                   | G  | V  | N  | P  | GF | GS | Pt | MPt  | MptR |
| --------- | --------------------- | -- | -- | -- | -- | -- | -- | -- | ---- | ---- |
| 1945-1946 | 7ª (girone B)         | 26 | 12 | 4  | 9  | 44 | 35 | 28 | 1,12 | 1,60 |
| 1952-1953 | 5ª (girone B)         | 30 | 16 | 6  | 8  | 52 | 35 | 38 | 1,27 | 1,80 |
| 1953-1954 | 12ª (girone B)        | 30 | 9  | 10 | 11 | 36 | 38 | 28 | 0,93 | 1,23 |
| 1954-1955 | 2ª (girone B)         | 30 | 16 | 9  | 5  | 40 | 23 | 41 | 1,37 | 1,90 |
| 1955-1956 | Vincitrice (girone B) | 30 | 21 | 5  | 4  | 57 | 17 | 47 | 1,57 | 2,27 |
| 1979-1980 | 7ª (girone B)         | 30 | 8  | 16 | 6  | 28 | 25 | 32 | 1,07 | 1,33 |
| 1980-1981 | 5ª (girone B)         | 30 | 12 | 12 | 6  | 44 | 23 | 36 | 1,20 | 1,60 |
| 1989-1990 | 9ª (girone B)         | 32 | 6  | 19 | 7  | 22 | 20 | 31 | 0,97 | 1,16 |
| 1990-1991 | 7ª (girone B)         | 28 | 9  | 12 | 7  | 25 | 26 | 30 | 1,07 | 1,39 |
| 1991-1992 | 8ª                    | 30 | 12 | 6  | 12 | 28 | 33 | 30 | 1,00 | 1,40 |
| 1992-1993 | 13ª                   | 30 | 10 | 5  | 15 | 36 | 40 | 25 | 0,83 | 1,17 |
| 1993-1994 | 6ª                    | 30 | 10 | 11 | 9  | 25 | 21 | 31 | 1,03 | 1,37 |
| 1994-1995 | 8ª                    | 30 | 8  | 15 | 7  | 25 | 23 | 31 | 1,03 | 1,30 |
| 1995-1996 | 5ª                    | 30 | 11 | 12 | 7  | 24 | 18 | 45 | 1,50 | 1,50 |
| 1996-1997 | Vincitrice            | 30 | 16 | 11 | 3  | 39 | 17 | 59 | 1,97 | 1,97 |
| 1998-1999 | Vincitrice            | 30 | 17 | 11 | 2  | 47 | 14 | 62 | 2,07 | 2,07 |
| 2000-2001 | 4ª                    | 30 | 12 | 9  | 9  | 42 | 36 | 45 | 1,50 | 1,50 |
| 2003-2004 | 2°                    | 34 | 16 | 13 | 5  | 52 | 29 | 61 | 1,79 | 1,79 |
| 2004-2005 | 7°                    | 30 | 10 | 12 | 8  | 34 | 23 | 42 | 1,40 | 1,40 |
| 2005-2006 | 6ª                    | 34 | 14 | 6  | 14 | 53 | 45 | 48 | 1,41 | 1,41 |
| 2006-2007 | 2ª                    | 34 | 23 | 4  | 7  | 65 | 28 | 73 | 2,15 | 2,15 |
| 2007-2008 | Vincitrice            | 30 | 20 | 7  | 3  | 50 | 16 | 67 | 2,23 | 2,23 |

Pos = Posizione di classifica; G = Partite giocate; V = Partite vinte; N = Partite pareggiate; P = Partite perse; GF = Gol fatti; GS = Gol subiti; Pt = Punti; MPt= Media punti; MPtR= Media punti ricalcolata
|          | Finale per il titolo Promozione Liguria 1955-1956 |          | Città e data             |  |
| -------- | ------------------------------------------------- | -------- | ------------------------ |  |
| Entella  | 2 - 0                                             | Sestrese | Chiavari, 17 giugno 1956 |  |
| Sestrese | 2 - 2                                             | Entella  | Genova, 24 giugno 1956   |  |
|          |                                                   |          |                          |  |

Verdetto: Entella Campione Ligure di Promozione
|             | Play-off nazionali Eccellenza 2003-2004 - Primo turno |             | Città e data             |  |
| ----------- | ----------------------------------------------------- | ----------- | ------------------------ |  |
| Chiari      | 4 - 2                                                 | Chiavari VL | Chiari, 23 maggio 2004   |  |
| Chiavari VL | 1 - 2                                                 | Chiari      | Chiavari, 30 maggio 2004 |  |
|             |                                                       |             |                          |  |

Verdetto: Chiavari VL non ammesso al secondo turno
|                | Play-off nazionali Eccellenza 2006-2007 - Primo turno |                | Città e data             |  |
| -------------- | ----------------------------------------------------- | -------------- | ------------------------ |  |
| Virtus Entella | 0 - 0                                                 | Asolo Fonte    | Chiavari, 27 maggio 2007 |  |
| Asolo Fonte    | 2 - 1                                                 | Virtus Entella | Asolo, 3 giugno 2007     |  |
|                |                                                       |                |                          |  |

Verdetto: Virtus Entella non ammessa al secondo turno
| Stagione  | Pos           | G  | V  | N | P | GF | GS | Pt | MPt  | MptR |
| --------- | ------------- | -- | -- | - | - | -- | -- | -- | ---- | ---- |
| 2002-2003 | 2° (girone B) | 30 | 18 | 8 | 4 | 53 | 14 | 62 | 2,07 | 2,07 |

Pos = Posizione di classifica; G = Partite giocate; V = Partite vinte; N = Partite pareggiate; P = Partite perse; GF = Gol fatti; GS = Gol subiti; Pt = Punti; MPt= Media punti
|              | Play-off Promozione Liguria 2002-2003 |                      | Città e data              |  |
| ------------ | ------------------------------------- | -------------------- | ------------------------- |  |
| Polis Genova | 0 - 0 d.t.s (4 - 2 d.c.r)             | Valle Sturla Entella | Bogliasco, 11 maggio 2003 |  |
|              |                                       |                      |                           |  |

Verdetto: Valle Sturla Entella promosso in Eccellenza

Nei campionati regionali antecedenti la seconda guerra mondiale (1945), la vittoriosa Seconda Divisione Liguria 1932-1933 vide i record di punti e vittorie in assoluto e di goal realizzati e pareggi sia in assoluto sia in media. La Promozione Liguria 1921-1922 fece invece registrare la maggior media di punti e di vittorie, il minor numero di sconfitte (assoluto e media) ed il minor numero di goal subiti (assoluto e media). Nella Terza Divisione Liguria 1925-1926 – conclusasi con una retrocessione poi annullata dalla carta di Viareggio –  la squadra ottenne il minor numero di punti (assoluto e media), il minor numero di vittorie (assoluto e media), il maggior numero di sconfitte (media) ed il minor numero di goal fatti (assoluto e media). Nella Seconda Divisione Liguria 1931-1932 si verificarono invece il maggior numero di sconfitte (assoluto) ed il maggior numero di goal subiti (assoluto e media). La Promozione Liguria 1920-1921 fu la stagione con il minor numero di pareggi (assoluto e media). Su 9 partecipazioni la squadra si è laureata campione regionale in 1 occasione, ottenendo di conseguenza la promozione, mentre in 1 occasione venne retrocessa. 
| Stagione  | Pos               | G  | V  | N | P | GF | GS | Pt | MPt  | MptR |
| --------- | ----------------- | -- | -- | - | - | -- | -- | -- | ---- | ---- |
| 1920-1921 | 3ª (semifinale A) | 14 | 10 | 0 | 4 | 25 | 14 | 20 | 1,43 | 2,14 |
| 1921-1922 | 2ª (finale)       | 13 | 10 | 3 | 0 | 27 | 5  | 23 | 1,77 | 2,54 |
| 1923-1924 | Finale            | 18 | 9  | 3 | 6 | 29 | 20 | 21 | 1,17 | 1,67 |
| 1924-1925 | 3ª (girone A)     | 8  | 3  | 1 | 4 | 13 | 12 | 7  | 0,88 | 1,25 |
| 1925-1926 | 6ª (girone A)     | 10 | 2  | 2 | 6 | 9  | 16 | 6  | 0,60 | 0,80 |
| 1926-1927 | 2ª (girone B)     | 12 | 6  | 2 | 4 | 18 | 12 | 14 | 1,17 | 1,67 |
| 1930-1931 | 3ª                | 22 | 12 | 3 | 7 | 36 | 31 | 27 | 1,23 | 1,77 |
| 1931-1932 | 5ª                | 20 | 9  | 3 | 8 | 38 | 36 | 21 | 1,05 | 1,50 |
| 1932-1933 | Vincitrice        | 20 | 13 | 5 | 2 | 42 | 19 | 31 | 1,55 | 2,20 |

Pos = Posizione di classifica; G = Partite giocate; V = Partite vinte; N = Partite pareggiate; P = Partite perse; GF = Gol fatti; GS = Gol subiti; Pt = Punti; MPt= Media punti; MPtR= Media punti ricalcolata
|         | Spareggio per l'ammissione in semifinale Terza Divisione Liguria 1923-1924 (Girone D) |           | Città e data         |  |
| ------- | ------------------------------------------------------------------------------------- | --------- | -------------------- |  |
| Entella | 1 - 0                                                                                 | Pegazzano | Genova, 9 marzo 1924 |  |
|         |                                                                                       |           |                      |  |

Verdetto: Entella ammessa in semifinale
|         | Spareggio per l'ammissione in finale Terza Divisione Liguria 1923-1924 (Girone semifinale A) |                 | Città e data           |  |
| ------- | -------------------------------------------------------------------------------------------- | --------------- | ---------------------- |  |
| Entella | 2 - 1                                                                                        | Fiorente Genova | Genova, 29 giugno 1924 |  |
|         |                                                                                              |                 |                        |  |

Verdetto: Entella ammessa in finale
|         | Finale Seconda Divisione Liguria 1932-1933 - Spareggio |            | Città e data          |  |
| ------- | ------------------------------------------------------ | ---------- | --------------------- |  |
| Entella | 4 - 2                                                  | Rivarolese | Genova, 7 maggio 1933 |  |
|         |                                                        |            |                       |  |

Verdetto: Entella Campione Ligure di Seconda Divisione
|             | Finali nazionali Seconda Divisione 1932-1933 (Girone finale F) |             | Città e data             |  |
| ----------- | -------------------------------------------------------------- | ----------- | ------------------------ |  |
| Entella     | 4 - 0                                                          | Albingaunia | Chiavari, 11 giugno 1933 |  |
| Albingaunia | 3 - 1                                                          | Entella     | Albenga, 18 giugno 1933  |  |
| Entella     | 1 - 0                                                          | Albingaunia | Genova, 25 giugno 1933   |  |
|             |                                                                |             |                          |  |

Verdetto: Entella promossa in Prima Divisione

### Primati e piazzamenti nelle coppe

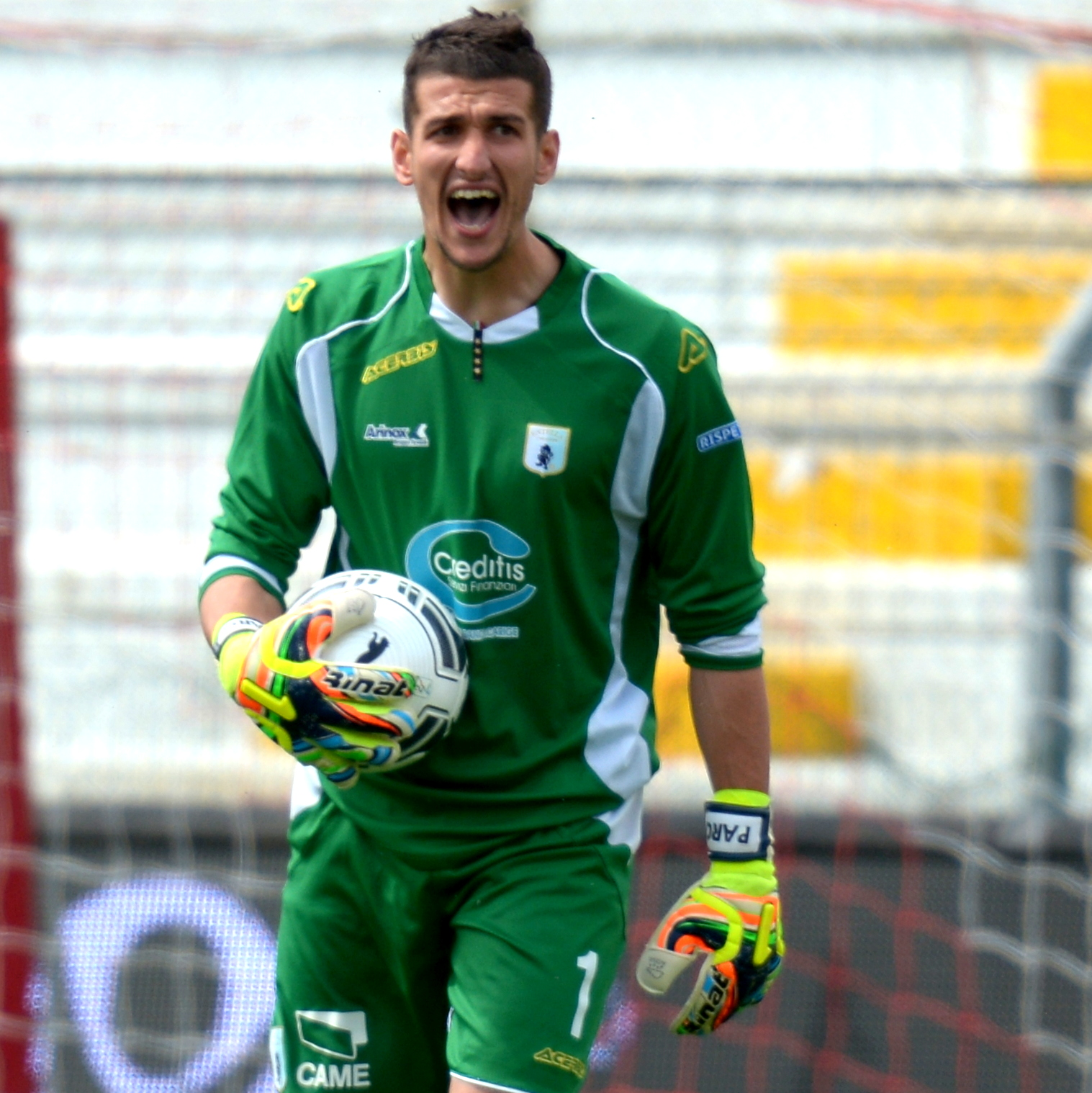
Andrea Paroni difese la porta della Virtus Entella in Coppa Italia, Coppa Italia Serie C e Coppa Italia Serie D.

Partecipando a 62 edizioni di coppe, la squadra ha vinto due trofei: la Supercoppa Serie C 2025 e la fase Liguria di Coppa Italia Dilettanti 2000-2001. Ha inoltre disputato altre 5 finali e in ulteriori 2 occasioni raggiunto turni che prevedevano la partecipazione di 4 o meno compagini. 

#### Competizioni nazionali
In 48 edizioni di coppe nazionali cui ha preso parte, la squadra ha vinto la Supercoppa Serie C nel 2025, terminando inoltre la medesima manifestazione al secondo posto nelle edizioni 2014 e 2019. Raggiunse inoltre la semifinale in Coppa Italia Serie C 2022-2023.
Limitatamente alla Coppa Italia – su 18 edizioni cui la squadra ha preso parte – raggiunse quale turno più avanzato gli ottavi di finale, nella stagione 2018-2019.
| Stagione  | Turno             | G | V | N | P | GF | GS |
| --------- | ----------------- | - | - | - | - | -- | -- |
| 1926-1927 | Secondo turno     | 1 | 0 | 0 | 1 | 0  | 6  |
| 1935-1936 | Secondo turno     | 2 | 1 | 0 | 1 | 2  | 2  |
| 1936-1937 | Terzo turno       | 4 | 3 | 0 | 1 | 14 | 17 |
| 1937-1938 | Primo turno       | 1 | 0 | 0 | 1 | 0  | 2  |
| 1938-1939 | Primo turno       | 3 | 1 | 1 | 1 | 5  | 8  |
| 1939-1940 | Secondo turno     | 3 | 2 | 0 | 1 | 9  | 4  |
| 1940-1941 | Qualificazioni    | 1 | 0 | 0 | 1 | 0  | 2  |
| 2010-2011 | Primo turno       | 1 | 0 | 0 | 1 | 1  | 2  |
| 2012-2013 | Secondo turno     | 2 | 1 | 0 | 1 | 4  | 3  |
| 2013-2014 | Secondo turno     | 2 | 1 | 0 | 1 | 6  | 4  |
| 2014-2015 | Terzo turno       | 2 | 0 | 1 | 1 | 2  | 3  |
| 2015-2016 | Secondo turno     | 1 | 0 | 0 | 1 | 0  | 5  |
| 2016-2017 | Terzo turno       | 2 | 1 | 0 | 1 | 2  | 3  |
| 2017-2018 | Secondo turno     | 1 | 0 | 0 | 1 | 0  | 1  |
| 2018-2019 | Ottavi di finale  | 4 | 2 | 1 | 1 | 8  | 7  |
| 2019-2020 | Secondo turno     | 1 | 0 | 0 | 1 | 1  | 2  |
| 2020-2021 | Quarto turno      | 3 | 2 | 0 | 1 | 5  | 4  |
| 2023-2024 | Turno preliminare | 1 | 0 | 1 | 0 | 2  | 2  |

Turno = Turno eliminazione; G = Partite giocate; V = Partite vinte; N = Partite pareggiate; P = Partite perse; GF = Gol fatti; GS = Gol subiti

Tra le 12 partecipazioni alla Coppa Italia Serie C/Coppa Italia Lega Pro, la squadra ha ottenuto  quale miglior risultato la partecipazione alle semifinali nell'edizione 2022-2023.
| Stagione  | Turno                | G | V | N | P | GF | GS |
| --------- | -------------------- | - | - | - | - | -- | -- |
| 1985-1986 | Fase a gironi        | 6 | 2 | 1 | 3 | 4  | 5  |
| 1986-1987 | Fase a gironi        | 6 | 0 | 0 | 6 | 1  | 12 |
| 1987-1988 | Fase a gironi        | 6 | 2 | 1 | 3 | 8  | 8  |
| 2010-2011 | Fase a gironi        | 4 | 1 | 1 | 2 | 2  | 5  |
| 2011-2012 | Primo turno          | 5 | 2 | 1 | 2 | 5  | 7  |
| 2012-2013 | Primo turno          | 1 | 0 | 0 | 1 | 0  | 1  |
| 2013-2014 | Terzo turno          | 4 | 2 | 1 | 1 | 4  | 5  |
| 2018-2019 | Sedicesimi di finale | 1 | 0 | 0 | 1 | 3  | 4  |
| 2021-2022 | Ottavi di finale     | 3 | 2 | 0 | 1 | 4  | 3  |
| 2022-2023 | Semifinale           | 6 | 3 | 2 | 1 | 10 | 8  |
| 2023-2024 | Ottavi di finale     | 2 | 1 | 0 | 1 | 3  | 1  |
| 2024-2025 | Secondo turno        | 2 | 1 | 0 | 1 | 2  | 1  |

Turno = Turno eliminazione; G = Partite giocate; V = Partite vinte; N = Partite pareggiate; P = Partite perse; GF = Gol fatti; GS = Gol subiti

In 3 partecipazioni alla Supercoppa di Serie C/Supercoppa di Prima Divisione la compagine ha vinto il trofeo una volta, nell'edizione 2025, giungendo seconda nelle altre due occasioni.
| Stagione | Turno      | G | V | N | P | GF | GS |
| -------- | ---------- | - | - | - | - | -- | -- |
| 2014     | Finale     | 2 | 0 | 1 | 1 | 2  | 4  |
| 2019     | 2º posto   | 2 | 0 | 2 | 0 | 2  | 2  |
| 2025     | Vincitrice | 2 | 1 | 1 | 0 | 2  | 1  |

Turno = Turno eliminazione; G = Partite giocate; V = Partite vinte; N = Partite pareggiate; P = Partite perse; GF = Gol fatti; GS = Gol subiti

Nelle 3 edizioni di Coppa Italia Serie D cui prese parte, la squadra è sempre stata eliminata al primo turno.
| Stagione  | Turno       | G | V | N | P | GF | GS |
| --------- | ----------- | - | - | - | - | -- | -- |
| 1999-2000 | Primo turno | 2 | 1 | 0 | 1 | 4  | 4  |
| 2008-2009 | Primo turno | 2 | 0 | 1 | 1 | 1  | 2  |
| 2009-2010 | Primo turno | 1 | 0 | 0 | 1 | 1  | 2  |

Turno = Turno eliminazione; G = Partite giocate; V = Partite vinte; N = Partite pareggiate; P = Partite perse; GF = Gol fatti; GS = Gol subiti

In 10 edizioni di Coppa Italia Dilettanti la società ottenne quale miglior risultato il raggiungimento degli ottavi di finale, nella stagione 1982-1983.
| Stagione  | Turno            | G  | V | N | P | GF | GS |
| --------- | ---------------- | -- | - | - | - | -- | -- |
| 1979-1980 | Secondo turno    | 4  | 2 | 0 | 2 | 5  | 5  |
| 1981-1982 | Primo turno      | 2  | 0 | 1 | 1 | 0  | 2  |
| 1982-1983 | Ottavi di finale | 12 | 5 | 7 | 0 | 14 | 8  |
| 1983-1984 | Quarto turno     | 8  | 4 | 2 | 2 | 11 | 4  |
| 1984-1985 | Primo turno      | 2  | 0 | 1 | 1 | 0  | 1  |
| 1988-1989 | Primo turno      | 4  | 0 | 3 | 1 | 2  | 4  |
| 1989-1990 | Primo turno      | 2  | 0 | 0 | 2 | 1  | 3  |
| 1990-1991 | Primo turno      | 2  | 0 | 1 | 1 | 1  | 5  |
| 1997-1998 | Secondo turno    | 4  | 1 | 0 | 3 | 6  | 9  |
| 2000-2001 | Fase a gironi    | 2  | 1 | 1 | 0 | 3  | 2  |

Turno = Turno eliminazione; G = Partite giocate; V = Partite vinte; N = Partite pareggiate; P = Partite perse; GF = Gol fatti; GS = Gol subiti
La formazione prese parte a due tornei che si tennero in una sola occasione: la Coppa Aldo Fiorini e la Coppa Ottorino Mattei. In entrambe le occasioni venne eliminata nel turno di ingresso.
| Stagione | Turno       | G | V | N | P | GF | GS |
| -------- | ----------- | - | - | - | - | -- | -- |
| 1943     | Primo turno | 2 | 0 | 0 | 2 | 1  | 4  |

Turno = Turno eliminazione; G = Partite giocate; V = Partite vinte; N = Partite pareggiate; P = Partite perse; GF = Gol fatti; GS = Gol subiti
| Stagione  | Turno         | G | V | N | P | GF | GS |
| --------- | ------------- | - | - | - | - | -- | -- |
| 1957-1958 | Secondo turno | 1 | 0 | 0 | 1 | 0  | 1  |

Turno = Turno eliminazione; G = Partite giocate; V = Partite vinte; N = Partite pareggiate; P = Partite perse; GF = Gol fatti; GS = Gol subiti

#### Competizioni regionali
Nelle 14 edizioni della fase Liguria di Coppa Italia Dilettanti cui ha preso parte, la squadra ha raggiunto per 5 volte la finale, vincendo il trofeo nella sola stagione 2000-2001, quando ottenne la qualificazione alla fase nazionale di Coppa Italia Dilettanti.
| Stagione  | Turno            | G  | V | N | P | GF | GS |
| --------- | ---------------- | -- | - | - | - | -- | -- |
| 1991-1992 | Secondo turno    | 4  | 2 | 1 | 1 | 3  | 5  |
| 1992-1993 | Secondo turno    | 4  | 1 | 2 | 1 | 6  | 5  |
| 1993-1994 | Secondo turno    | 4  | 2 | 1 | 1 | 6  | 3  |
| 1994-1995 | Finale           | 10 | 8 | 1 | 1 | 25 | 2  |
| 1995-1996 | Primo turno      | 2  | 1 | 0 | 1 | 2  | 3  |
| 1996-1997 | Primo turno      | 2  | 1 | 0 | 1 | 6  | 2  |
| 1998-1999 | Secondo turno    | 6  | 2 | 2 | 2 | 8  | 7  |
| 2000-2001 | Vincitrice       | 10 | 5 | 4 | 1 | 19 | 9  |
| 2002-2003 | Secondo turno    | 2  | 0 | 0 | 2 | 0  | 4  |
| 2003-2004 | Quarti di finale | 4  | 1 | 2 | 1 | 5  | 5  |
| 2004-2005 | Finale           | 7  | 4 | 2 | 1 | 10 | 6  |
| 2005-2006 | Finale           | 9  | 6 | 1 | 2 | 18 | 6  |
| 2006-2007 | Ottavi di finale | 4  | 2 | 1 | 1 | 7  | 7  |
| 2007-2008 | Finale           | 9  | 5 | 2 | 2 | 15 | 11 |

Turno = Turno eliminazione; G = Partite giocate; V = Partite vinte; N = Partite pareggiate; P = Partite perse; GF = Gol fatti; GS = Gol subiti

### Partite-record

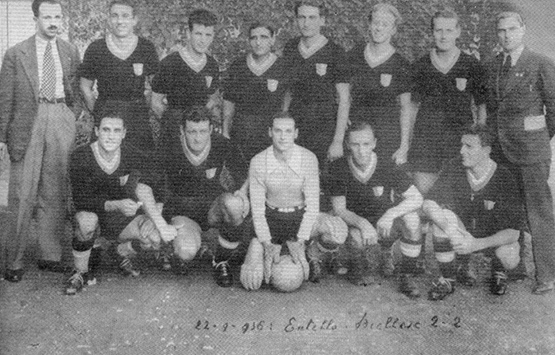
In Coppa Italia 1936-1937 l'Entella ottenne la sua vittoria più larga.

La sconfitta con il maggior scarto di goal subita dalla squadra risale Campionato Interregionale 1988-1989, in cui nell'incontro valido per la 31ª giornata disputatosi il 30 aprile 1989 venne battuta per 7-0 dal Pinerolo. La vittoria con il maggior scarto fu invece ottenuta nel secondo turno della Coppa Italia 1936-1937: l'8 dicembre 1936 l'Entella superò il Derthona per 9-0. Questo incontro è anche quello con il maggior numero di reti in totale, alla pari con Alessandro Volta-Entella 5-4 (Seconda Divisione 1929-1930), Andrea Doria-Entella 5-4 (Serie C 1938-1939), Pavia-Entella 7-2 (Serie C 1947-1948), Virtus Entella-Bolzanetese 7-2 (Eccellenza Liguria 2005-2006) e Virtus Entella-Lumezzane 4-5 (Lega Pro Prima Divisione 2013-2014). Il pareggio con il maggior numero di reti è invece stato ottenuto in tre occasioni: Imperia-Entella 4-4 (Serie C 1946-1947), Sammargheritese-Entella 4-4 (Campionato Interregionale 1957-1958) e Livorno-Virtus Entella 4-4 (Serie B 2019-2020), con quest'ultima che – alla pari con altri incontri –  è anche record assoluto per la Serie B.

#### Nei campionati
- Vittoria con il maggior scarto:
18 ottobre 1959: Entella-Asti 8-0 (Serie D 1959-1960)
- Sconfitta con il maggior scarto:
1º febbraio 1931: Entella-Genova 1893 B 0-4 (Seconda Divisione Liguria 1930-1931)
25 ottobre 1964: Entella-Novara 0-4 (Serie C 1964-1965)
24 aprile 1966: Entella-Savona 0-4 (Serie C 1965-1966)
31 dicembre 1988: Entella Bacezza-Saint Vincent 0-4 (Campionato Interregionale 1988-1989)
23 febbraio 1992: Entella Bacezza-Sanremese 1-5 (Eccellenza Liguria 1991-1992)
22 aprile 2001: Entella Chiavari-Loanesi 0-4 (Eccellenza Liguria 2000-2001)
26 agosto 2017: Virtus Entella-Perugia 1-5 (Serie B 2017-2018)
22 febbraio 2020: Virtus Entella-Benevento 0-4 (Serie B 2019-2020)
8 novembre 2020: Virtus Entella-Lecce 1-5 (Serie B 2020-2021)
- Pareggio con il maggior numero di reti:
6 novembre 1927: Entella-Rapallo 3-3 (Seconda Divisione 1927-1928)
7 febbraio 1954: Entella-Sarzanese 3-3 (Promozione Liguria 1953-1954)
4 gennaio 1959: Entella-Vado 3-3 (IV Serie 1958-1959)
13 giugno 1971: Entella Chiavari-Olbia 3-3 (Serie C 1970-1971)
10 gennaio 1999: Entella Chiavari-Vado 3-3 (Eccellenza Liguria 1998-1999)
26 marzo 2006 Virtus Entella-Sestrese 3-3 (Eccellenza Liguria 2005-2006)
28 settembre 2021 Virtus Entella-Olbia 3-3 (Serie C 2021-2022)
- Partita con il maggior numero di reti:
25 settembre 2005: Virtus Entella-Bolzanetese 7-2 (Eccellenza Liguria 2005-2006)
26 gennaio 2014: Virtus Entella-Lumezzane 4-5 (Lega Pro Prima Divisione 2013-2014)

- Vittoria con il maggior scarto:
8 ottobre 1939: Saviglianese-Entella 1-7 (Serie C 1939-1940)
- Sconfitta con il maggior scarto:
30 aprile 1989: Pinerolo-Entella Bacezza 7-0 (Campionato Interregionale 1988-1989)
- Pareggio con il maggior numero di reti:
4 maggio 1947: Imperia-Entella 4-4 (Serie C 1946-1947)
3 novembre 1957: Sammargheritese-Entella 4-4 (Campionato Interregionale 1957-1958)
18 gennaio 2020: Livorno-Virtus Entella 4-4 (Serie B 2019-2020)
- Partita con il maggior numero di reti:
10 novembre 1929: Alessandro Volta-Entella 5-4 (Seconda Divisione 1929-1930)
29 gennaio 1939: Andrea Doria-Entella 5-4 (Serie C 1938-1939)
2 maggio 1948: Pavia-Entella 7-2 (Serie C 1947-1948)

- Vittoria con il maggior scarto:
18 ottobre 1959: Entella-Asti 8-0 (Serie D 1959-1960)
- Sconfitta con il maggior scarto:
30 aprile 1989: Pinerolo-Entella Bacezza 7-0 (Campionato Interregionale 1988-1989)
- Pareggio con il maggior numero di reti:
4 maggio 1947: Imperia-Entella 4-4 (Serie C 1946-1947)
3 novembre 1957: Sammargheritese-Entella 4-4 (Campionato Interregionale 1957-1958)
18 gennaio 2020: Livorno-Virtus Entella 4-4 (Serie B 2019-2020)
- Partita con il maggior numero di reti:
10 novembre 1929: Alessandro Volta-Entella 5-4 (Seconda Divisione 1929-1930)
29 gennaio 1939: Andrea Doria-Entella 5-4 (Serie C 1938-1939)
2 maggio 1948: Pavia-Entella 7-2 (Serie C 1947-1948)
25 settembre 2005: Virtus Entella-Bolzanetese 7-2 (Eccellenza Liguria 2005-2006)
26 gennaio 2014: Virtus Entella-Lumezzane 4-5 (Lega Pro Prima Divisione 2013-2014)

#### Nelle coppe
- Vittoria con il maggior scarto:
8 dicembre 1936: Entella-Derthona 9-0 (Coppa Italia 1936-1937)
- Sconfitta con il maggior scarto:
22 agosto 1999: Entella Chiavari-Sestrese 0-4 (Coppa Italia Serie D 1999-2000)
- Pareggio con il maggior numero di reti:
17 ottobre 2007: Virtus Entella-Cicagna Fontanabuona 3-3 (Coppa Italia Dilettanti 2007-2008 - Fase Liguria)
- Partita con il maggior numero di reti:
8 dicembre 1936: Entella-Derthona 9-0 (Coppa Italia 1936-1937)

- Vittoria con il maggior scarto:
29 agosto 1999: Sestrese-Entella Chiavari 0-4 (Coppa Italia Serie D 1999-2000)
- Sconfitta con il maggior scarto:
6 gennaio 1927: Lecco-Entella 6-0 (Coppa Italia 1926-1927)
- Pareggio con il maggior numero di reti:
6 dicembre 2018: Genoa-Virtus Entella 3-3 (Coppa Italia 2018-2019)
- Partita con il maggior numero di reti:
24 dicembre 1936: Pisa-Entella 6-2 (Coppa Italia 1936-1937)

- Vittoria con il maggior scarto:
8 dicembre 1936: Entella-Derthona 9-0 (Coppa Italia 1936-1937)
- Sconfitta con il maggior scarto:
6 gennaio 1927: Lecco-Entella 6-0 (Coppa Italia 1926-1927)
- Pareggio con il maggior numero di reti:
17 ottobre 2007: Virtus Entella-Cicagna Fontanabuona 3-3 (Coppa Italia Dilettanti 2007-2008 - Fase Liguria)
6 dicembre 2018: Genoa-Virtus Entella 3-3 (Coppa Italia 2018-2019)
- Partita con il maggior numero di reti:
8 dicembre 1936: Entella-Derthona 9-0 (Coppa Italia 1936-1937)

### Partite centenarie
La squadra disputò la sua prima partita ufficiale negli anni 1920, raggiungendo il traguardo del centesimo incontro nella stessa decade e del cinquecentesimo negli anni 1940. Il millesimo incontro ebbe luogo negli anni 1960, il duemillesimo negli anni 1980 ed il tremillesimo negli anni 2010.
| Numero | Data             | Incontro                 | Risultato | Competizione                        |
| ------ | ---------------- | ------------------------ | --------- | ----------------------------------- |
| 100    | 8 dicembre 1927  | Entella-Robur            | 1-1       | Seconda Divisione 1927-1928         |
| 500    | 9 dicembre 1945  | Sestri Levante-Entella   | 1-2       | Prima Divisione Liguria 1945-1946   |
| 1000   | 5 marzo 1961     | Entella-Spezia           | 2-0       | Serie C 1960-1961                   |
| 1500   | 23 marzo 1975    | Canelli-Entella Chiavari | 4-0       | Serie D 1974-1975                   |
| 2000   | 26 febbraio 1989 | Asti TSC-Entella Bacezza | 0-2       | Campionato Interregionale 1988-1989 |
| 2500   | 15 aprile 2004   | Chiavari VL-Ligorna      | 1-4       | Eccellenza Liguria 2003-2004        |
| 3000   | 25 ottobre 2016  | Cesena-Virtus Entella    | 0-1       | Serie B 2016-2017                   |

## Statistiche individuali
Il giocatore con più presenze nella storia dell'Entella è Ermes Nadalin, che disputò 388 partite ufficiali in 14 stagioni con la maglia biancoceleste, la maggior parte delle quali in Serie C negli anni 1960. Il giocatore ad aver realizzato il maggior numero di reti è invece Beppino Gatti, che in partite ufficiali ne mise a segno 104 in 11 stagioni, disputate principalmente negli anni 1930, in Serie C e antesignane.
All'inizio della stagione 2024-2025 il giocatore nell'organico dell'Entella con il maggior numero di presenze (277) in partite ufficiali è Andrea Paroni, mentre il giocatore ad aver realizzato più reti (12) in partite ufficiali è Andrea Corbari.

### Esplicative
1. 1 2  La squadra si affiliò nuovamente nel 2002, con una nuova struttura societaria.
2. 1 2 3 4 5  Compresa la partecipazione al turno preliminare della Coppa Italia 2023-2024.
3. 1 2 3 4 5  Non reperiti i dati della partita Sant'Agostino-Entella valevole per l'ultima giornata della Prima Divisione Liguria 1945-1946: la stessa è conteggiata tra le partite disputate ma non sono noti l'esito e le eventuali reti segnate.
4. 1 2 3 4 5 6 7 8 9 10 11 12 13 14  Media ricalcolata ai soli fini statistici conteggiando 3 punti per vittoria anche per le stagioni fino al 1995 nelle quali venivano assegnati 2 punti per ogni vittoria.
5. ↑  Il Catania venne successivamente retrocesso all'ultimo posto per illecito sportivo annullando l'esito del play-out.
6. ↑  Girone A della Lega Interregionale Nord.
7. ↑  32 punti ottenuti sul campo ma scontato 1 punto di penalizzazione per inadempimenti alle disposizioni previste dalla Commissione criteri infrastrutturali.
8. ↑  Successivamente ripescata in Lega Pro Prima Divisione a completamento organici.
9. ↑  Girone A di Seconda Categoria.
10. ↑  Successivamente ripescata in Lega Pro Seconda Divisione a completamento organici.
11. 1 2  Girone C del Direttorio Divisioni Inferiori Nord.
12. ↑  Girone A del Direttorio Divisioni Inferiori Nord.
13. ↑  Già promossa in IV Serie per aver vinto il girone B.
14. ↑  Lo spareggio tra le seconde classificate dei due gironi di Promozione era volto a stabilire la graduatoria delle squadre da promuovere in Eccellenza, il cui numero sarebbe dipeso dalle squadre liguri che sarebbero retrocesse dalla Serie D all'Eccellenza: il Valle Sturla Entella fu comunque promosso.

### Bibliografiche
1. ↑   Virtus Entella - Serie B ConTe.it, su Lega B. URL consultato l'11 novembre 2020 (archiviato dall'url originale l'11 aprile 2021).
2. ↑   Eloisa Moretti Clementi, Centenario dell’Entella, quel 14 marzo 1914, su Il Secolo XIX, 14 marzo 2014. URL consultato il 9 ottobre 2020.
3. ↑  Fontanelli, p. 26.
4. ↑  Costa, p. 10.
5. 1 2 3 4 5 6 7  Fontanelli, p. 12.
6. 1 2 3 4 5 6 7 8 9 10 11 12  Transfermarkt.
7. ↑  Costa, p. 41.
8. 1 2 3 4 5 6 7 8 9  Fontanelli, p. 403.
9. ↑   Franco Capitano, Dal derby con Rapallo al sogno serie B un'avventura partita in Piazza Roma, su la Repubblica, 14 marzo 2014. URL consultato l'11 novembre 2020.
10. ↑  Fontanelli, p. 56.
11. ↑  Fontanelli, p. 399.